# (483) Seppina
(483) Seppina est un astéroïde de la ceinture principale découvert par Max Wolf le 4 mars 1902.